# Дмитренко Микола Костянтинович
Микола Костянтинович Дмитренко (нар. 1 січня 1956, село Зятківці, Гайсинський район, Вінницька область) — український вчений-фольклорист, етнограф, літературознавець, письменник, журналіст, педагог, громадський діяч, видавець. Доктор філологічних наук (2006), професор (2012), завідувач відділу фольклористики ІМФЕ імені М. Т. Рильського НАН України (2003—2016), нині провідний науковий співробітник відділу української та зарубіжної фольклористики.

## Життєпис
Народився в сім'ї хліборобів. Закінчив Зятковецьку середню школу (1973), філологічний факультет Київського державного університету ім. Т. Г. Шевченка (1979), аспірантуру Інституту мистецтвознавства, фольклористики та етнології імені М. Т. Рильського НАН України (1983).
1984 захистив кандидатську дисертацію на тему «Теорія народної словесності як напрям вітчизняної філологічної науки 60-80-х років ХІХ ст. (Фольклористичні праці О. О. Потебні)».
Працював заввідділу листів і масової роботи та відповідальним секретарем редакції районної газети «Зірка» (смт. Теплик Вінницької області, 1973—1974; 1979—1980), молодшим науковим співробітником, науковим співробітником (1983—1996), з 1996  старшим науковим співробітником відділу фольклористики ІМФЕ НАН України.
1999—2002 перебував у докторантурі. Захистив докторську дисертацію «Українська фольклористика другої половини ХІХ ст.: методологічний дискурс» (2006).

## Наукова діяльність
Читав лекції про український фольклор у Сорбонському ун-ті (м. Париж, Франція, 2004). Учасник багатьох міжнародних з'їздів славістів, конференцій, симпозіумів, фольклорних та кінофестивалів в Україні, Франції, Голландії, Польщі, Росії, Грузії, Білорусі, Киргизії, книжкових виставок.
Під науковим керівництвом М. Дмитренка захищено сім кандидатських дисертацій (С. Маховська, М. Вовк, О. Панчук, М. Набок, Л. Снігирьова, Н. Бобровницька, Д. Бєлобородова-Хруль). Понад 20 разів був офіційним опонентом під час захисту докторських та кандидатських дисертацій. Записав понад тисячу народних пісень, сотні легенд, переказів, загадок, прикмет, повір'їв, прислів'їв та приказок, примовок, побажань
Є організатором, науковим керівником науково-дослідних робіт:
- тем «Український фольклор: від архаїки до модерну», «Український фольклор: динаміка функціонування, методологія дослідження»,
- проектів «Історія української фольклористики: В 3-х т.», «Українська фольклористична енциклопедія: У 2-х т.», «Українські народні думи: В п'яти томах».

Досліджує проблеми наукової методології, теорії фольклору, історії фольклористики, архаїчні пласти традиційної культури, вірування, міфи, символіку, фольклорно-літературні зв'язки.
Прихильник концепції безсмертя фольклору через творчіть кожної людини, а особливо через естетично розвинутого носія (наприклад, Явдоха Зуїха).
Наукові праці і художні твори Миколи Дмитренка перекладені англ., болг., польськ., чуваською, рос., білорус. мовами.
Член двох спеціалізованих рад із захисту докторських дисертацій (ІМФЕ НАН України, Львів. нац. ун-т ім. І. Франка), У творчому доробку має понад 300 наукових праць, серед яких:
монографії:
- «Українські символи» (1994, у співавт.),
- «Українська фольклористика: історія, теорія, практика» (2001),
- «Українська фольклористика другої половини ХІХ ст.: школи, постаті, проблеми» (2004),
- «Словник символів»(1997, у співавт.; 2-ге вид.: «Словник символів культури України», 2002; 3-тє вид., 2005),
- «Українська фольклористика: акценти сьогодення» (2008),
- «Дослідники українського фольклору: невідоме та маловідоме» (у співавт., 2008),
- «Символи українського фольклору» (2011),
- «Олександр Потебня як фольклорист» (2012),
- «Український фольклор: методологія дослідження, динаміка функціонування: Колективна монографія» (2014, у співавт., за ред. М. К. Дмитренка),
- «Українська фольклористика: проблеми методології» (2014).

брошури
- «Олександр Потебня — збирач і дослідник фольклору»(1985),
- «Михайло Панасович Стельмах» (1986),
- «На крилах народної пісні» (у співавт., 1986),
- «Олексій Іванович Дей» (1987),
- «Збирачі народних перлин»(1989),
- «Гнат Танцюра: До 100-річчя від дня народження» (2001),
- «Наталя Сергіївна Шумада: Бібліогр. покажчик праць» (у співупоряд., 2010),

статті в енциклопедіях, словниках:
- «Восточнославянский фольклор: Словарь научной и народной терминологии» (1993),
- «УЛЕ» (1988—1995),
- «Українська фольклористика: Словник-довідник» (2008),
- «Шевченківська енциклопедія» (2012—2013),
- «ЕСУ»,
- «УМЕ».

навчальні посібники (співавт.)
- «Уроки з народознавства» (1995),
- «Як писати твори» (1996; 2-ге вид. — 1997).

## Художня творчість
Проза:
- «Допит: Повісті, оповідання» (1989),
- «Чорна вівця: Роман» (1999).

Поезія:
- «Мандрівник» (1994),
- «Материк і море» (1998),
- «Люблю твій усміх загадковий»,
- «Квіти добра» (обидві — 2005),
- «Іноді…» (2012)[1],
- «Поезії» (2017).

Перші публікації поезій — 1971 (газета «Трибуна праці», м. Гайсин Вінницької області), дебют прозаїка — публікація новели «Лише пішов…» в альманасі «Вітрила» (Київ, 1980). Поетичні, прозові, літературно-критичні, публіцистичні твори публікувалися в журналах «Вітчизна», «Дніпро», «Україна», «Київ», «Радуга», «НТЕ», «СіЧ», «Українська культура», «Наука і суспільство», «Український церковно-історичний журнал», газетах «Літературна Україна», «Культура і життя», «Урядовий кур'єр», «Голос України», «Сільські вісті», «День», «Вісті з України», «Шлях перемоги», «Українське слово», «Демократична Україна», «Молодь України», «Україна молода», «Слово Просвіти», «Газета по-українськи» та інших.

## Упорядкування
Є упорядником збірок фольклору, антологій:
- «Українські народні пісні в записах Олександра Потебні» (1988),
- «Жартівливі та сатиричні пісні» (1988),
- «Де живе жар-птиця?» (1991),
- «Український сонник» (1991),
- «Українські міфи, демонологія, легенди» (1992),
- «Лицарі волі: Легенди та перекази» (у співупоряд., 1992),
- «Повір´я» (1992),
- «Українські балади» (1993),
- «Народні повір´я» (1994),
- «Символіка сновидінь. Народний сонник» (1995),
- «Загадки Явдохи Зуїхи» (1996),
- «Синівська молитва: Антологія віршів та пісень про матір» (1997),
- «Весілля в селі Зятківцях: Зап. Г.Танцюра» (1998),
- «Народні прислів´я та приказки» (1999),
- «Анекдоти про сімейне життя» (у співупоряд., 1999),
- «Українські народні пісні в записах Гната Танцюри» (у співупоряд., 2001),
- «Українська історична драма»(2003),
- «Прислів'я та приказки від Мотри Лантух» (2008),
- «Українські народні думи: У 5 т. Т. 1. Думи раннього козацького періоду» (у співупоряд., за заг. ред. М. К. Дмитренка, Грица Софія Йосипівна, 2009),
- «Народні пісні Хмельниччини (з колекцій збирачів фольклору)» (у співупорядкув. з Л. О. Єфремовою, 2014).

М. Дмитренко — засновник і упорядник, автор передмов збірок серії «Народна творчість»: «Прислів'я та приказки», «Народні повір´я» (2000), «Народний сонник» (2000, 2 доп. вид. — 2005), «Анекдоти про сімейне життя» (2002), «Народні загадки» (2003), «Народні байки» (2003), «Українські народні казки» (2005), «Народні прикмети» (2006), «Голосіння, тужіння, плачі», «Замовляння» (2007), «Привітання. Побажання. Тости» (2010). Упорядник, автор передмов, коментарів, редактор академічних видань «Українські народні думи»: В п'яти томах — Том 1. — К., 2009. — 856 с. (співупорядник).
М. Дмитренко — упорядник, науковий редактор першої в Україні фольклористичної енциклопедії у двох томах, підготовленої колективом науковців відділу фольклористики ІМФЕ ім. М. Т. Рильського НАН України, виданої до 100-річчя НАН України коштом професора М. Дмитренка. Українська фольклористична енциклопедія: У 2-х т. — Т. 1: А — Л / Упорядник, науковий редактор доктор філологічних наук, професор М. К. Дмитренко. — К.: Вид-во «Сталь», 2018. — 740 с.

## Видавнича діяльність
Відомий також як видавець, директор видавництва «Народознавство». Видав майже 50 назв книг загальним накладом понад півмільйона примірників. Зокрема, опублікував вибрані твори Миколи Воробйова «Без кори» (післямова, Дніпропетровськ, 2007), Валерія Ляхевича «Слово про арійський епос» (2004), П. Поліщука «Любосвіт», Ю.Дмитренко «Піду до зірок» (1995), «Небо душі» (1998), «Білокрила дорога» (2003), І. Притики «Чорнобиль» (2003), «Хто ти, людино? Психодіагностичні тести» (упоряд. А. К. Дмитренко, два вип. — 1994, 1997), А. Дмитренка, Л. Захаріяш «Основи почеркознавства» (2004), А. Дмитренка «Психологія кохання»
(2007), «Загадки з математики для малят» (упоряд. О. О. Яловська, 2001), «Український політичний фольклор» (упоряд. Є. М. Пащенко, 2008) та інше.
Засновник і головний редактор часопису «Народознавство» (зареєстровано 20.08.1993).
Заступник головного редактора журналу «Народна творчість та етнографія» (2003—2005), член редакційних колегій серії «Український історичний роман» видавництва «Український центр духовної культури», журналів «Матеріали до української етнології», «Фольклористичні зошити», «Міф і фольклор», «Київська старовина».
За редакцією М. Дмитренка опубліковано понад 30 монографій, навчальних посібників, фольклорних збірок, зокрема:
- «Українські символи» (1994),
- «Уроки з народознавства» (1995),
- «Словник символів» (1997, 2002, 2005),
- Шутенко Ю. Фольклорна традиція та авторське «Я»: поезія Василя Голобородька (2007),
- «Дослідники українського фольклору: невідоме та маловідоме» (2008),
- Вовк М. Міфо-символічні джерела прозової спадщини Василя Барки (2010),
- Дмитренко Г. Українська мова (навчальний посібник з 5 по 11 класи, рекомендований МОН України, 2002—2012),
- Шалак О. Український фольклор Поділля в записах і дослідженнях ХІХ — початку ХХ ст. (2014).

## Громадська діяльність
Є членом:
- Національної спілки письменників України (1994),
- Нац. спілки краєзнавців України (2012).
- Комітету з присудження держ. премії при Президентові України «Українська книжка року» (з 2009).

## Відзнаки
- медаль «Будівничий України» ВУТ «Просвіта» (2005);
- орден М. В. Нікольського — «за значний внесок у науку» (Чуваської НАНіМ, жовтень 2013);
- диплом та відзнака всеукраїнської премії ім. Дмитра Яворницького Національної спілки краєзнавців України (листопад, 2015);
- Літературна премія імені Михайла Стельмаха журналу «Вінницький край» (2017)[2]
- почесний Орден «Науковець року-2019» (листопад, 2019)
- Почесна грамота за вагомі здобутки та особистий внесок у розвиток науки України (за підписом голови Всеукраїнської громадської організації «Українська федерація вчених», академіка НАН України Володимира Петровича Семиноженка) (листопад, 2019)